# Alexandre de Freitas
Alexandre de Freitas (Brasile, 16 luglio 1976) è un allenatore di calcio ed ex calciatore brasiliano con cittadinanza svizzera, difensore.

## Carriera
Ha giocato nella massima serie di calcio svizzera con la maglia dell'Aarau.